# Bernd Rebe
Bernd Rebe (* 5. September 1939 in Braunlage; † 12. Dezember 2013 in Braunschweig) war ein deutscher Rechtswissenschaftler, Hochschullehrer und von 1983 bis 1999 Präsident der Technischen Universität Braunschweig.

## Leben und Wirken
Bernd Rebe begann 1959 sein Studium der Rechtswissenschaften, Volkswirtschaftslehre und Geschichte an der Christian-Albrechts-Universität zu Kiel. Nach einem einjährigen Aufenthalt in den Vereinigten Staaten in den Jahren 1960/61 setzte er sein Studium an der Freien Universität Berlin fort. Nach dem ersten (1965) und zweiten juristischen Staatsexamen (1969) promovierte Rebe 1969 im Fach Rechtswissenschaften an der Freien Universität Berlin über die Träger der Pressefreiheit nach dem Grundgesetz. 1971 wechselte Rebe als wissenschaftlicher Assistent und Habilitand an die Fakultät für Rechtswissenschaften der Universität Bielefeld. Seine Habilitation begann Rebe beim Zivilrechtler Bruno Rimmelspacher und setzte diese, nach der Berufung Rimmelspachers 1973 an die Ludwig-Maximilians-Universität München, beim Wettbewerbsrechtler Ernst-Joachim Mestmäcker fort; 1977 verteidigte er seine Habilitation über Privatrecht und Wirtschaftsordnung. Bereits seit 1975 war Rebe Professor für Zivil- und Wirtschaftsrecht an der 1973 gegründeten Fakultät für Rechtswissenschaften der Technischen Universität Hannover, die 1978 zur Universität Hannover umbenannt wurde. Von 1979 bis 1981 war er zudem Vizepräsident der Universität Hannover.
1983 wurde er von der Technischen Universität Braunschweig zu ihrem Präsidenten gewählt. In diesem Amt wurde er mehrfach wiedergewählt und bekleidete dies 16 Jahre lang. In seiner Zeit als Präsident prägte er die fächerübergreifende Ausrichtung der Universität. Als erste deutsche Universität wurden unter seiner Leitung die Studiengänge Biotechnologie und Bioverfahrenstechnik (1987) sowie die Simultanstudiengänge Wirtschaftsingenieurwesen und Wirtschaftsinformatik (1989) eingeführt. 1999 schied er aus dem Amt des Universitätspräsidenten aus und lehrte Wirtschafts- und Medienrecht als Professor am Institut für Sozialwissenschaften der TU Braunschweig. 2005 ging Bernd Rebe in den Ruhestand.
In seinen 1995 erschienenen Denkerkundungen ordnet Rebe seine Publikationen in vier „Erkundungsfelder“ ein: Wirtschaft, Politik, Philosophie (einschließlich Religion) und wissenschaftliche Entwicklung und ihre Veränderungskraft. Insgesamt veröffentlichte Rebe 23 Fachbücher als Autor und Herausgeber und etwa 60 wissenschaftliche Abhandlungen in Fachzeitschriften. Nach seiner Emeritierung erschienen außerdem ein Erzählband und zwei Romane von ihm.

## Werke (Auswahl)

### Autor
- Die Träger der Pressefreiheit nach dem Grundgesetz (= Berliner Abhandlungen zum Presserecht. Nr. 7). Duncker & Humblot, Berlin 1969 (91 S., Dissertation).
- Privatrecht und Wirtschaftsordnung. Zur vertragsrechtlichen Relevanz der Ordnungsfunktionen dezentraler Interessenkoordination in einer Wettbewerbswirtschaft (= Industriegesellschaft und Recht. Nr. 13). Gieseking, Bielefeld 1978, ISBN 978-3-7694-0713-6 (260 S., Habilitationsschrift).
- Universität – Leitinstitution oder Leitbild? Selbstverständnis und Aufgabenorientierung heute (= Wissenschaft in gesellschaftlicher Verantwortung. Nr. 18). VAS Verlag, Frankfurt/Main 1991, ISBN 978-3-88864-118-3 (51 S.).
- Denkerkundungen. Reden wider die Vordergründigkeit. Olms, Hildesheim 1995, ISBN 978-3-487-09941-5 (282 S.).
- Humanität – Wandel – Utopie (= Cloppenburger Wirtschaftsgespräche. Band 9). Olms, Hildesheim 2000, ISBN 978-3-487-11133-9 (324 S.).
- Bernd Rebe, Peter Braun: Die Tyrannei der Fresskette. Wie das Weltfinanzsystem die Fähigkeit zur Selbstzerstörung hervorgebracht hat und weiter hervorbringen kann. adlibri, Hamburg 2010, ISBN 978-3-89927-028-0 (136 S.).
- Die geschönte Reformation. Warum Martin Luther uns kein Vorbild mehr sein kann. Ein Beitrag zur Lutherdekade. Tectum, Marburg 2012, ISBN 978-3-8288-3016-5 (108 S.).

### Herausgeber
- Die Berufspraxis des Juristen. Der Jurist im Staatsdienst. Luchterhand, Neuwied, Darmstadt 1981, ISBN 978-3-472-01011-1 (264 S.).
- Bernd Rebe, Klaus Lompe, Rudolf von Thadden (Hrsg.): Idee und Pragmatik in der politischen Entscheidung. Alfred Kubel zum 75. Geburtstag. Verlag Neue Gesellschaft, Bonn 1984, ISBN 978-3-87831-393-9 (400 S.).
- Bernd Rebe (Hrsg.): Nutzen und Wahrheit. Triebkräfte der Wissenschaftsentwicklung und Grundorientierungen einer verantwortbaren Wissenschaftspolitik (= Cloppenburger Wirtschaftsgespräche. Band 6). Olms, Hildesheim 1990, ISBN 978-3-487-09493-9 (283 S.).
- Bernd Rebe (Hrsg.): Umweltverträgliches Wirtschaften. Wettbewerbsvorteile, Marktchancen, Wohlstandssicherung (= Cloppenburger Wirtschaftsgespräche. Band 7). Olms, Hildesheim 1993, ISBN 978-3-487-09753-4 (260 S.).
- Bernd Rebe, Franz Peter Lang (Hrsg.): Die unvollendete Einheit. Bestandsaufnahme und Perspektiven für die Wirtschaft (= Cloppenburger Wirtschaftsgespräche. Band 8). Olms, Hildesheim 1995, ISBN 978-3-487-10240-5 (446 S.).

### Belletristik
- Liebeslegenden. adlibri, Hamburg 2011, ISBN 978-3-89927-029-7 (197 S., Zweite, berichtigte Auflage 2012).
- Südlichtwende. adlibri, Hamburg 2012, ISBN 978-3-89927-033-4 (314 S.).
- Das Wunder von Randeburg. adlibri, Hamburg 2013, ISBN 978-3-89927-039-6 (380 S.).